# Beachhandbal

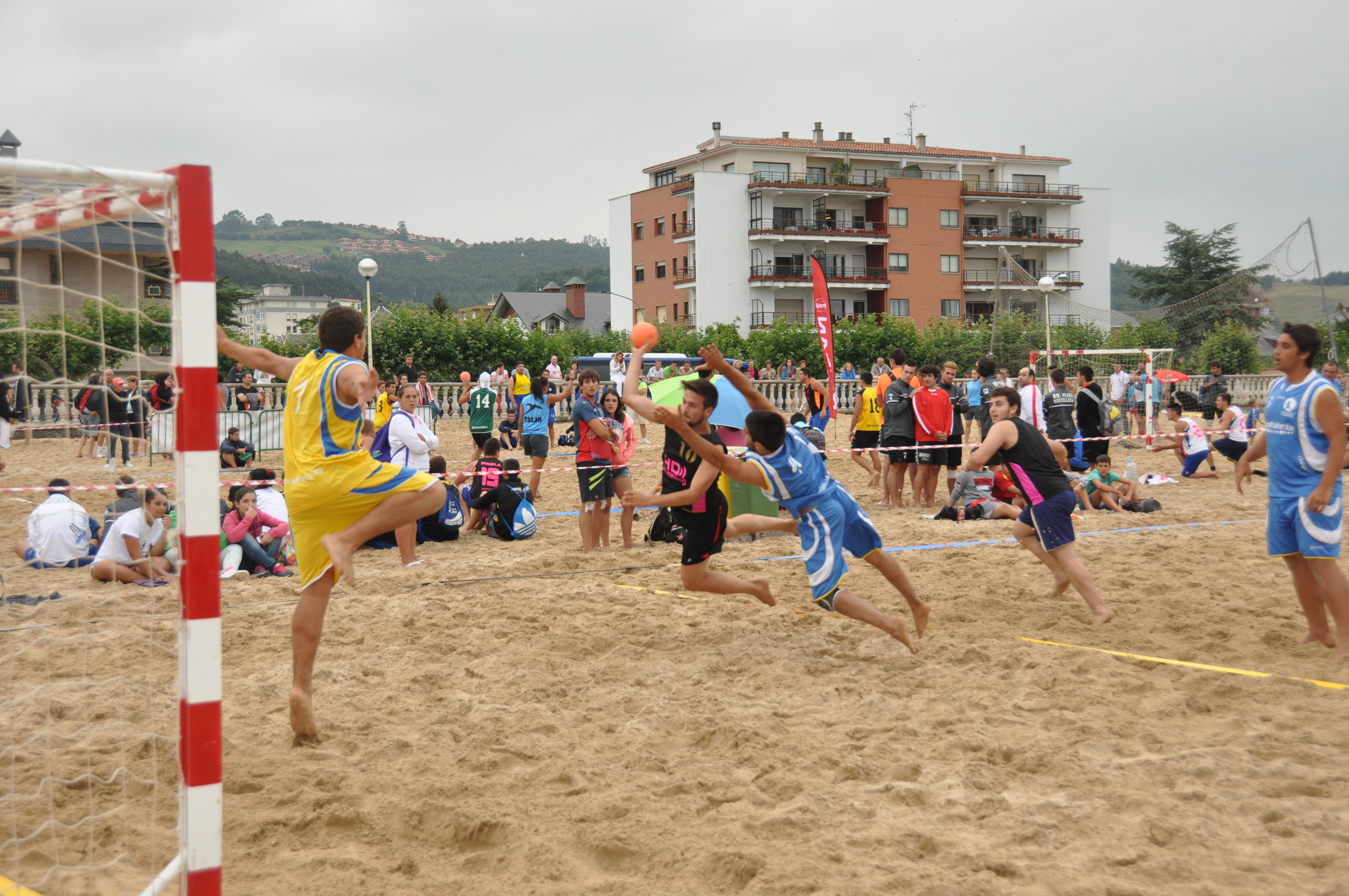
Mannen duiken bij een doelpoging tijdens beach handball game.

Beachhandbal is een teamsport waarbij twee teams een bal passen en stuiteren of rollen, in een poging deze in het doel van de tegenpartij te gooien. Het spel is vergelijkbaar met standaard handbal, maar wordt gespeeld op zand in plaats van op een stevige vloer. Omdat de bal het grootste deel van zijn stuiter op zand verliest, is er weinig tot geen dribbelen, en in plaats daarvan passen spelers meer, omdat de regels omtrent lopen met de bal hetzelfde zijn als in het reguliere handbal.

## Historie[2]
Einde jaren tachtig floreerde het beachvolleybal op de stranden van Italië. Italiaanse handbalspelers werden daardoor geïnspireerd om ook hun sport naar het strand te brengen. Het was de Italiaanse coach Simonetta Montagni die begon met de ontwikkeling van het beachhandbal en tegelijkertijd werd er ook door Nederlandse handballers geëxperimenteerd.
In 1990 zag de nieuw gekozen president van de Italiaanse handbalbond, Ralf Dejaco, de aantrekkelijkheid van de sport en vroeg de Italiaanse coach Luciano Bartolini om een eerste opzet van spelregels te ontwikkelen.
Bartolini ontwikkelde een concept voor een snel en spectaculair spel met een keeper en drie veldspelers per team en een wisselzone over de volle lengte van het veld. Het speelveld werd daarbij verkleind, zodat gebruik gemaakt kon worden van de bestaande beachvolleyballijnen. En het doelgebied werd rechthoekig.
Binnen 10 jaar werd het spel door de EHF als officiële sport erkend en in 2000 werd er in de Italiaanse kustplaats Gaeta. Het eerste Wereldkampioenschap vond plaats in 2004. 
Voor clubteams is er sinds 2014 de EHF Beachhandbal Champions Cup.

## Beschrijving
Wedstrijden worden gespeeld als beste twee-van-drie sets. Als teams gelijk staan aan het einde van een reguliere set, dan spelen de teams voor een golden goal. Als de teams aan het einde van 2 sets gelijk zijn, nemen de teams deel aan een tiebreak. De tiebreak houdt in dat een keeper de bal naar zijn eigen speler gooit, terwijl die speler een-op-een probeert te scoren met de andere keeper. Als de keeper tijdens normaal spel een doelpunt maakt, telt dit als twee punten, in vergelijking met een normaal doelpunt van een veldspeler dat telt als 1 punt. Creatieve of spectaculaire doelpunten, zoals 360 graden sprongen en alley-oops, worden beloond met twee punten, evenals in-flights en 6 meter worpen.

## Kleding
In 2021 kreeg het Noorse damesteam een boete van €1500 omdat ze zich niet goed gekleed hadden gedragen nadat de vrouwen een fietsbroekje droegen in plaats van een bikinibroekje tijdens een EK-wedstrijd in Bulgarije. Critici spotten met de boete en de onderliggende regel. Hoewel de Noorse Handbalfederatie aankondigde dat ze de boetes zouden betalen, bood popzanger Pink aan om ervoor te betalen. In november 2021 wijzigde de Internationale Handbalfederatie hun kledingregels om nauw aan te sluiten bij de shorts waarvoor het Noorse team een boete kreeg voor het dragen.

## Competities
- Wereldkampioenschap beachhandbal
- Beachhandbal op de Wereldspelen
- Beachhandbal op de World Beach Games
- IHF Wereldkampioenschap Beachhandbal jeugd

Regionaal
- Aziatisch kampioenschap beachhandbal
- Europees kampioenschap beachhandbal
- Oceanië Beachhandbal Championship
- Pan-Amerikaans kampioenschap Beachhandbal

Club
- EHF Beachhandbal Champions Cup